# Hans-Ulrich Treichel

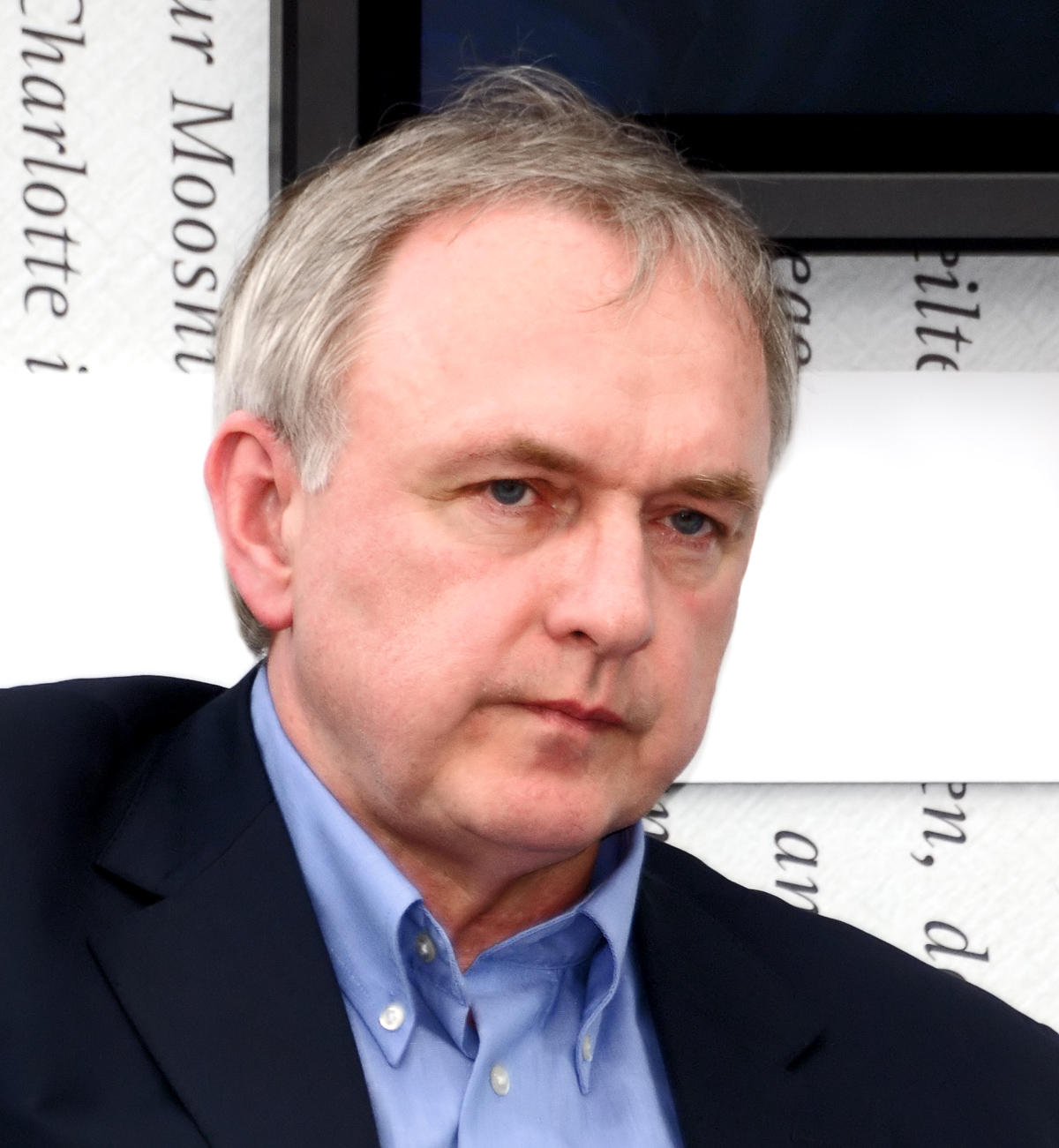
Hans-Ulrich Treichel (2008)

Hans-Ulrich Treichel (* 12. August 1952 in Versmold, Westfalen) ist ein deutscher Germanist und Schriftsteller. 

## Leben
Hans-Ulrich Treichel wurde 1952 in Versmold in Westfalen geboren und lebte dort bis 1968. Nach dem Abitur in Hanau studierte er an der Freien Universität Berlin Germanistik, Philosophie und Politikwissenschaft, wurde dort 1983 mit einer Arbeit über Wolfgang Koeppen promoviert und habilitierte sich 1993. Von 1995 bis März 2018 lehrte er am Deutschen Literaturinstitut Leipzig.
Bekannt wurde Treichel insbesondere durch seinen Roman Der Verlorene, in dem er die Flucht seiner Eltern aus den „Ostgebieten“  und den Verlust ihres erstgeborenen Sohnes gegen Ende des Zweiten Weltkrieges in Beziehung zu seiner eigenen Kindheit und Jugend setzte. Hans-Ulrich Treichel ist Mitglied im PEN-Zentrum Deutschland.
Treichel lebt in Berlin und Leipzig.

## Trivia
Seit ihrer Studienzeit hängt das Gedicht Hausordnung aus dem Band Tarantella an der Wohnungstür von Judith Hermann.

## Auszeichnungen und Ehrungen
- 1985: Leonce-und-Lena-Preis
- 1988: Stipendium der Deutschen Akademie Villa Massimo[3]
- 1993: Förderpreis zum Literaturpreis der Stadt Bremen
- 2003: Annette-von-Droste-Hülshoff-Preis
- 2003: Margarete-Schrader-Preis
- 2005: Hermann-Hesse-Preis
- 2006: Eichendorff-Literaturpreis
- 2006: Deutscher Kritikerpreis
- 2007: Preis der Frankfurter Anthologie

## Werke

### Lyrik
- Ein Restposten Zukunft. Gedichte. Edition Neue Wege, Berlin (West) 1979, ISBN 3-88348-024-X.
- Tarantella, Gedichte. Schmid, Berlin 1982, ISBN 3-922880-12-6.
- Aus der Zeit des Schweigens. 9 Lieder für Arthur Rimbaud, Ein Oratorium. Edition Dieter Wagner, Berlin 1984.
- Liebe Not. Gedichte. Suhrkamp, Frankfurt am Main 1986, ISBN 3-518-11373-9.
- Seit Tagen kein Wunder. Gedichte. Suhrkamp, Frankfurt am Main 1990, ISBN 978-3-518-11610-4.
- Der einzige Gast, Gedichte. Frankfurt/Main: Suhrkamp, 1994, ISBN 3-518-11904-4.
- Gespräch unter Bäumen, Gesammelte Gedichte. Hg. u. mit einem Nachw. v. Rainer Weiss. Suhrkamp, Frankfurt am Main 2002, ISBN 978-3-518-39900-2.
- Südraum Leipzig. Gedichte. Suhrkamp, Frankfurt am Main 2007, ISBN 978-3-518-41873-4.

### Prosa
- Von Leib und Seele, Berichte. Suhrkamp, Frankfurt am Main 1992, ISBN 3-518-39424-X.
- Heimatkunde oder Alles ist heiter und edel, Besichtigungen. Suhrkamp, Frankfurt am Main 1996, TB: ISBN 3-518-39611-0.
- Der Verlorene. Roman. Suhrkamp, Frankfurt am Main 1998, TB: ISBN 3-518-39561-0.
- Tristanakkord. Roman. Suhrkamp, Frankfurt am Main 2000, TB: ISBN 3-518-45617-2.
- Der irdische Amor. Roman. Suhrkamp, Frankfurt am Main 2002, TB: ISBN 3-518-45603-2.
- Menschenflug. Roman. Suhrkamp, Frankfurt am Main 2005, ISBN 3-518-41712-6.
- Der Papst, den ich gekannt habe. Erzählung. Suhrkamp, Frankfurt am Main 2007, ISBN 978-3-518-41932-8
- Anatolin. Roman. Suhrkamp, 2008, ISBN 978-3-518-41959-5
- Grunewaldsee. Roman. Suhrkamp, Berlin 2010, ISBN 978-3-518-42136-9.
- Mein Sardinien. Eine Liebesgeschichte. Mare-Verlag, Hamburg 2012, ISBN 978-3-86648-138-1.
- Frühe Störung. Roman. Suhrkamp, Berlin 2014, ISBN 978-3-518-42422-3.
- Tagesanbruch. Erzählung. Suhrkamp, Berlin 2016, ISBN 978-3-518-42525-1.[4]
- Schöner denn je. Roman. Suhrkamp, Berlin 2021, ISBN 978-3-518-42973-0.